# Unterseeboot 604
L'Unterseeboot 604 ou U-604 est un sous-marin allemand (U-Boot) de type VIIC utilisé par la Kriegsmarine pendant la Seconde Guerre mondiale.
Le sous-marin fut commandé le 22 mai 1940 à Hambourg (Blohm & Voss), sa quille fut posée le 27 février 1941, il fut lancé le 16 novembre 1941 et mis en service le 8 janvier 1942, sous le commandement du Kapitänleutnant Horst Höltring (en) (Croix allemande en or).
Il fut sabordé dans l'Atlantique Sud en août 1943.

## Conception
Unterseeboot type VII, l'U-604 avait un déplacement de 769 tonnes en surface et 871 tonnes en plongée. Il avait une longueur totale de 67,10 m, un maître-bau de 6,20 m, une hauteur de 9,60 m et un tirant d'eau de 4,74 m. Le sous-marin était propulsé par deux hélices de 1,23 m, deux moteurs diesel Germaniawerft M6V 40/46 de 6 cylindres en ligne de 1 400 cv à 470 tr/min, produisant un total de 2 060 à 2 350 kW en surface et de deux moteurs électriques BBC GG UB 720/8 de 375 cv à 295 tr/min, produisant un total 550 kW, en plongée. Le sous-marin avait une vitesse en surface de 17,7 nœuds (32,8 km/h) et une vitesse de 7,6 nœuds (14,1 km/h) en plongée. Immergé, il avait un rayon d'action de 80 milles marins (150 km) à 4 nœuds (7,4 km/h; 4,6 milles par heure) et pouvait atteindre une profondeur de 230 m. En surface son rayon d'action était de 8 500 milles nautiques (soit 15 700 km) à 10 nœuds (19 km/h). 
L'U-604 était équipé de cinq tubes lance-torpilles de 53,3 cm (quatre montés à l'avant et un à l'arrière) qui contenait quatorze torpilles. Il était équipé d'un canon de 8,8 cm SK C/35 (220 coups) et d'un canon antiaérien de 20 mm Flak. Il pouvait transporter 26 mines TMA ou 39 mines TMB. Son équipage comprenait 4 officiers et 40 à 56 sous-mariniers.

## Historique
Il achève son entraînement à la 5. Unterseebootsflottille jusqu'au 31 juillet 1942, puis intègre sa formation de combat dans la 9. Unterseebootsflottille.
Le 25 août 1942, le sous-marin coule le navire marchand néerlandais Abbekerk (2 morts et 62 survivants) au milieu de l'Atlantique. L'U-604 poursuit au large des côtes portugaises et marocaines.
Dans sa marche vers le sud, la meute Streitaxt repère le 27 octobre le convoi SL-125, parti de Freetown le 16 octobre. La bataille dure jusqu'au 31 octobre, date à laquelle les renforts aériens y mettent fin. Elle fut coûteuse pour les navires du convoi, d'autant plus qu'aucun des attaquants ne fut coulé. Ce succès allemand est à tempérer : en ciblant ce convoi, les Allemands délaissent[réf. nécessaire] celui destiné au débarquement allié en Afrique du nord (opération Torch). Les survivants du SL 125 atteignirent Liverpool le 9 novembre 1942. L'U-604 coule un navire marchand (le Baron Vernon, aucun mort et 49 survivants), un transport de troupe (le Président Doumer, 260 morts et 85 survivants) et un tanker britannique du convoi (l'Anglo Mærsk, aucun mort et 35 survivants).
En patrouille au milieu de l'Atlantique, l'U-604 torpille et envoie par le fond un navire à vapeur américain (le Coamo) du convoi MKF-3 transportant des passagers, le 2 décembre 1942 à 20 h 18. Les 186 passagers meurent dans le naufrage, soit lors du torpillage soit dans les canots de sauvetage pris dans la tempête qui fait rage le lendemain.
Lors de sa cinquième patrouille, l'U-604 rencontre le convoi ON-166 ; il coule le navire marchand à vapeur Stockport (64 morts pour aucun survivant) ayant appareillé en Grande-Bretagne le 11 février 1943. 
Il est la cible d'une attaque de charges de profondeur le 21 février 1943, à la position 51° 25′ N, 27° 28′ O, par l'USCGC Spencer (en) qui croit couler l'U-225, alors qu'il est aux prises avec l'U-604, lequel s'échappe indemne.
Le même jour, le convoi ON-166 fut attaqué par deux meutes d'U-Boote dans le "trou noir" (la zone privée de protection aérienne pour les convois, au milieu de l'Atlantique nord). Les sous-marins allemands saturent l'escorte et infligent de lourdes pertes au convoi pendant une bataille de quatre jours. Le reste du convoi arrive à New York le 3 mars. L'U-604 torpille un navire marchand britannique du convoi au matin du 23 février 1943.
Le sous-marin est attaqué par un Lockheed Ventura américain au large de la côte brésilienne le 30 juillet, deux hommes d'équipage, Frank Aschmann et Herbert Lurz sont tués dans l'attaque.
Déjà endommagé par une attaque trois jours plus tôt, le sous-marin est de nouveau attaqué, cette fois-ci par un Consolidated B-24 Liberator américain du VB-107, qui fut abattu par la flak de l'U-185.
L'U-604 subit une nouvelle fois une attaque la même journée, cette fois-ci par des charges de profondeur lancées par deux destroyers américains, dont il s'échappe de nouveau.
Gravement endommagé par la première attaque du 3 août 1943, l'équipage saborda l'U-604 le 11 août 1943 au milieu de l'Atlantique à la position 4° 15′ S, 21° 20′ O. Son équipage fut secouru par l'U-172 et par l'U-185.

## Affectations
- 5. Unterseebootsflottille du 8 janvier 1942 au 31 juillet 1942 (Période de formation).
- 9. Unterseebootsflottille du 1er août 1942 au 11 août 1943 (Unité combattante).

## Commandement
- Kapitänleutnant Horst Höltring (en) du 8 janvier 1942 au 11 août 1943 (Croix allemande en or).

## Patrouilles
|       | Commandant            | Départ           | Départ | Arrivée          | Arrivée | Jours     | Succès   |
| ----- | --------------------- | ---------------- | ------ | ---------------- | ------- | --------- | -------- |
| 1     | Kptlt. Horst Höltring | 4 août 1942      | Kiel   | 8 septembre 1942 | Brest   | 36 jours  | 7 906    |
| 2     | Kptlt. Horst Höltring | 14 octobre 1942  | Brest  | 5 novembre 1942  | Brest   | 23 jours  | 23 245   |
| 3     | Kptlt. Horst Höltring | 26 novembre 1942 | Brest  | 31 décembre 1942 | Brest   | 36 jours  | 7 057    |
| 4     | Kptlt. Horst Höltring | 8 février 1943   | Brest  | 9 mars 1943      | Brest   | 30 jours  | 1 683    |
| 5     | Kptlt. Horst Höltring | 22 avril 1943    | Brest  | 26 avril 1943    | Brest   | 5 jours   |          |
| 6     | Kptlt. Horst Höltring | 24 juin 1943     | Brest  | 11 août 1943     | Coulé   | 49 jours  |          |
| Total | Total                 | Total            | Total  | Total            | Total   | 179 jours | 39 891 t |

Note : Kptlt. = Kapitänleutnant

### Opérations Wolfpack
L'U-604 opéra avec les Rudeltaktik (meute de loups) durant sa carrière opérationnelle.
- Vorwärts (28 août – 1er septembre 1942)
- Streitaxt (20-31 octobre 1942)
- Draufgänger (1-11 décembre 1942)
- Ungestüm (11-22 décembre 1942)
- Knappen (19-25 février 1943)

## Navires coulés
L'U-604 coula 6 navires marchands totalisant 39 891 tonneaux au cours des 6 patrouilles (179 jours en mer) qu'il effectua.
| Date            | Nom              | Nationalité | Tonnage | Convoi | Fait  | Localisation         |
| --------------- | ---------------- | ----------- | ------- | ------ | ----- | -------------------- |
| 25 août 1942    | Abbekerk         | Pays-Bas    | 7 906   | -      | Coulé | 52° 05′ N, 30° 50′ O |
| 27 octobre 1942 | Anglo Maersk     | Royaume-Uni | 7 705   | SL-125 | Coulé | 27° 15′ N, 17° 55′ O |
| 30 octobre 1942 | Président Doumer | Royaume-Uni | 11 898  | SL-125 | Coulé | 35° 08′ N, 16° 44′ O |
| 30 octobre 1942 | Baron Vernon     | Royaume-Uni | 3 642   | SL-125 | Coulé | 36° 06′ N, 16° 59′ O |
| 2 décembre 1942 | Coamo            | USA         | 7 057   | MKF-3  | Coulé | 48° 45′ N, 23° 30′ O |
| 23 février 1943 | Stockport        | Royaume-Uni | 1 683   | ON-166 | Coulé | 47° 22′ N, 34° 10′ O |